# オープン・ザ・お笑いゲートタッグ王座
オープン・ザ・お笑いゲートタッグ王座は、DRAGONGATEが管理、認定していた王座。

## 歴史
2009年4月12日、DRAGONGATE津市体育館大会で試合終了後に行われた勝敗とは別に観客の、お笑いの多さで勝利したドン・フジイ&菊タロー組が初代王者になった（試合はフジイ&菊タロー組の勝利）。

## 歴代チャンピオン
| 歴代 | チャンピオン | チャンピオン | 防衛回数 | 日付          | 場所       |
| ---- | ------------ | ------------ | -------- | ------------- | ---------- |
| 初代 | ドン・フジイ | 菊タロー     | 0        | 2009年4月12日 | 津市体育館 |